# Mandés en Côte d'Ivoire
Les Mandés du Nord en Côte d'Ivoire appartiennent au grand groupe ethnique des Mandé. Ils sont originaires de la partie Nord-Ouest et Nord-Est de la Côte d'Ivoire. En 2021, les Mandé du Nord représentent 22 % de la population ivoirienne soit 6 380 000 habitants et sont principalement musulmans.

## Histoire
La première présence des Mandé du Nord en Côte d'Ivoire se situe entre les XIIIe et XIVe siècles pour des raisons purement économiques et concernait deux groupes professionnels à savoir les Ligbi et les Noumou. Les Ligbi étaient constitués de commerçants de confection musulmane portant les patronymes Kande, Kante, Kane, Bamba, Gbané, Kamagaté, Diabaté et Diakité. Les Noumou étaient des castes d'animistes associés aux clans des Traoré et des Konaté.
La seconde phase d'immigration, plus massive et continue, coïncide avec la chute de l'empire mandingue. Cette immigration était le résultat de conquêtes militaires dirigées par des clans guerriers animistes et musulmans entre le XVe et le XVIIIe siècles. Le paysage politique de la région connait des transformations qui régissent l'identité politique actuelle des communautés Mandé à travers des chefferies parfois prenant l'allure de royaumes comme celui de Kong.

## Populations
En 2021, les Mandé du Nord représentent 22 % de la population ivoirienne et sont principalement musulmans. Les Mandé du Nord sont composés d'un ensemble de six groupes ethniques occupant la partie septentrionale du pays. On distingue deux sous-groupes : les Mandé occidentaux et les Mandé orientaux.

### Mandé occidentaux
Les Mandés occidentaux habitent le Nord-Ouest du pays. Ils sont composés des Odienneka, des Koyaka, des Mahouka et des Koros. On les retrouve principalement dans les villes d'Odienné, de Touba, de Kani, de Séguéla et de Mankono.  

### Mandé orientaux
Les Mandés orientaux occupent le Nord-Est du pays. Ils sont composés de deux ethnies les Dioula et les Camara. Ces deux groupes résident notamment le triangle Kong-Bouna-Bondoukou.

## Histoire
Les Mandé parlent le dioula, le Koyaka, le Mahouka . La tradition orale est très importante chez les Mandé. La culture, la tradition et les connaissances sont transmises oralement par les Djéli. Toutefois, les Mandé possèdent une écriture créée par l'écrivain guinéen Solomana Kante appelé le N'ko qui signifie littéralement « Je dis » en Mandenkan.

## Religion
Les Mandé sont majoritairement musulmans.

## Économie
Les Mandé sont principalement des commerçants. Dioula signifie littéralement « commerçant itinérant » en mandingue. Le phénomène commercial des Malinké date du XVe siècle autour de l'or. En Côte d'Ivoire, ils sont également très présents dans le transport.
Au niveau du secteur primaire, Ils pratiquent aussi intensivement l’agriculture surtout, l'anacarde, le coton.

## Villes historiques
Odienné a été créée au XVIe siècle par les clans islamisés Kamagaté et Comara. Ces derniers se verront détrôner par les Diarrassouba vers la fin du XVIIIe siècle, qui subiront le même sort au XIXe siècle au profit des Touré, un clan islamisé installé à Samatiguila. Les Touré fondent le royaume du Kabadougou, appellation actuelle de la région administrative d’Odienné.
Séguéla, la capitale des Koyaka est fondée au XVIe siècle grâce aux clans Soumahoro et Diomandé. 
Mankono, habitée également par les Koyaka, a été fondée au XVIIIe siècle par des clans animistes et musulmans. 
Touba, la capitale des Mahouka, a été créée entre les XVIe et XVIIe siècles.

## Kong
Le royaume de Kong, célèbre centre politique et économique des Dioula a été fondé à la fin du XVIIe siècle.

## Personnalités

### Sportifs
- Cheick Salah Cissé, Taekwondoïste ivoirien, médaillé d'or aux jeux olympiques de Rio 2016 ;
- Arouna Koné, ancien footballeur international Ivoirien ;
- Djibril Cissé, ancien footballeur ;
- Ibrahim Sangaré, footballeur international Ivoirien ;
- Seko Fofana, footballeur international Ivoirien ;
- Ousmane Diomandé, footballeur International Ivoirien ;
- Yahia Fofana, footballeur International Ivoirien.
- Ismael Diallo, footballeur International Ivoirien.
- Idrissa Doumbia, footballeur International Ivoirien.
- Jonathan Bamba, footballeur International Ivoirien.
- Maboundou Koné, athlète ivoirienne

### Entrepreneurs
- Issa Diabaté, architecte ivoirien et cofondateur de Koffi & Diabaté Architectes.
- Zeinab Bancé, cheffe cuisinière ivoirienne, entrepreneure, décoratrice intérieur et organisatrice d'évènements.

### Littéraires
- Ahmadou Kourouma était un écrivain prolifique ivoirien ;
- Mahoua S. Bakayoko, écrivaine ;
- Fatou Fanny-Cissé, écrivaine ;
- Fatou Keïta, écrivaine ;
- Yacouba Konaté, écrivain et philosophe ;
- Amadou Koné, écrivain et universitaire ;
- Anzata Ouattara, écrivaine ;
- Maboula Soumahoro, écrivaine.

### Musiciens
- Tiken Jah Fakoly, artiste-chanteur reggae ;
- Affou Keita, artiste chanteuse mandingue ;
- Aïcha Koné, artiste chanteuse mandingue ;
- Mawa Traoré, artiste chanteuse mandingue ;
- Douk Saga, Créateur du genre musical coupé-décalé ;
- Molare (chanteur), artiste chanteur coupé-décalé ;
- Ismaël Isaac, artiste chanteur reggae ;
- Soum Bill, artiste chanteur zouglou ;
- Daouda, artiste chanteur.
- Himra, artiste rappeur ivoirien.

### Politiciens
- Alassane Ouattara, président de la république de Côte d'Ivoire ;
- Hamed Bakayoko, était l'ancien premier ministre ivoirien et maire de la commune d'Abobo ;
- Kandia Camara, ministre des affaires étrangères et maire de la commune d'Abobo.
- Téné Birahima Ouattara, ministre de la défense de la Côte d'Ivoire.
- Gaoussou Ouattara, était le maire de la ville de Kong.
- Ibrahim Bacongo Cissé, ancien ministre et actuel maire de la commune de Koumassi.
- Abdourahmane Cissé, Secrétaire général de la présidence de Côte d'Ivoire.
- Lamine Diabaté, ancien homme politique.
- Vakaba Touré, fondateur de la ville d'Odienné.
- Souleymane Diarrassouba, homme politique ivoirien.
- Mamadou Touré (homme politique), homme politique ivoirien.

### Média
- Konnie Touré, présentatrice télé, productrice actrice.
- Kadhy Touré, présentatrice télé, productrice actrice.